# Lisa the Veterinarian
Lisa the Veterinarian, titulado ‘’Lisa, la veterinaria’’ en Hispanoamérica y en España, es un episodio perteneciente a la vigesimoséptima temporada de la serie animada Los Simpson, fue emitido originalmente el 6 de marzo de 2016 en EE. UU.. El episodio fue escrito por Dan Vebber y dirigido por Steven Dean Moore.

## Sinopsis
Los Simpson asisten a un parque acuático, pero al ver que uno de los principales lugares de interés tenía una fila muy larga, Bart decide hacer una broma, anunciando que las piscinas están infestadas de pescado que pueden "nadar hasta las salchichas de las personas ", y la única cura en caso de que eso pasara sería rodar desnudo en la nieve. La broma provoca enorme pánico y mientras que todos los visitantes se precipitan fuera de la atracción, Bart ingresa a pasear.
En medio de la confusión, un mapache entra al parque, pero uno de los empleados le dispara al animal con una pistola taser (pistola eléctrica). Lisa decide ayudar al animal mediante la realización de un RCP, lo que al final funciona. Ella se proclama como una héroe local. Como demuestra ser responsable con los animales, la señorita Hoover le da la responsabilidad de cuidar a los hámsters, la clase mascota que da mordiscos, durante las vacaciones de primavera. Al darse cuenta de que ser una veterinaria es su nueva vocación, ella se ofrece voluntariamente como pasante en la clínica del Dr. Budgie.
Más tarde, Marge se queda atascada en el tráfico ya que el equipo de limpieza no es capaz de llegar a la escena de un accidente de automóviles (ya que también se habían quedado atrapados en el tráfico). El Jefe Wiggum convence a Marge de limpiar la calle, y lo hace muy bien. Wiggum también invita a Marge a realizar limpiezas de otras escenas del crimen, ya que de no hacerlo cualquiera podría quedarse con todo el dinero y las joyas que encuentren. De vuelta en casa, Marge se da cuenta de que su ventilador de techo es viejo e inseguro, por lo que decide hacer otro trabajo de limpieza para conseguir dinero para un nuevo ventilador. Su nuevo trabajo es limpiar la escena de un «suicidio-asesinato». Ella gana suficiente dinero para un ventilador nuevo, pero las partes de los cuerpos y la sangre terminan traumatizándola.
Mientras tanto, Lisa está tan encantada y emocionada de salvar animales que se ha vuelto más ignorante con los demás. Bart decide recordarle que ella estaba tan ocupada cuidando los animales domésticos de otras personas que se olvidó de su propia mascota de clase: Nibbles. Su mascota estaba extremadamente deprimido y enfermo, y el Dr. Budgie le dice que la única solución sería la de realizar una cirugía. Sin embargo, Nibbles muere sólo después de unos segundos, lo que provoca que Lisa quedé muy triste ya que técnicamente mató a un animal por descuidarlo.
Al volver a su casa, Homer se da cuenta de que tomarse un tiempo para hablar con Marge y Lisa por el fallecido hámster, no solamente podría calmar a Lisa, sino también podría renovar las emociones de su relación con Marge, y decide hacerlo.
En la escena final, hay funeral de Nibbles y un monumento de vídeo con clips de episodios anteriores.

## Recepción
Dennis Perkins de The A.V. Club dio al episodio una B- diciendo, «Lisa y Marge son las responsables en el hogar de los Simpson, por lo que un episodio sobre las dos perdiendo de vista sus obligaciones tiene cierto sentido... El episodio, también, es inteligente y de improviso sin llegar a ser particularmente divertido... Hemos visto a Marge y Lisa teniendo epifanías sobre cómo sus obsesiones individuales y los puntos ciegos pueden dejar que las personas se preocupan por lo que esta más abajo, y esos son algunos de los momentos que más afectan en la larga historia de la serie–mientras que sigue siendo uno de los más divertidos a la vez... Tal vez no sea justo penalizar 'Lisa the Veterinarian' por no llegar a esos niveles, pero, sobre todo en una temporada que ha tenido algunos de los episodios más prometedores de los Simpsons en años, también es una señal de respeto. Como esos episodios han mostrado, todos los elementos están todavía en su lugar (especialmente desde que Harry Shearer fue atraído de vuelta al redil) para que el espectáculo desgrané un episodio de buena calidad en cualquier momento».